# سیفورد، ساسکس شرقی
latitudeسیفورد، ساسکس شرقیlongitudeسیفورد، ساسکس شرقی
سیفورد، ساسکس شرقی (به انگلیسی: Seaford, East Sussex) یک منطقهٔ مسکونی در انگلستان است که در جنوب شرقی انگلستان واقع شده‌است.

## خصوصیات
سیفورد ۱۷٫۲ کیلومترمربع مساحت و ۲۲٬۸۲۶ نفر جمعیت دارد.